# Nikolai Reek
Pour les articles homonymes, voir Reek (homonymie).
Nikolai Reek, de son nom de naissance Nikolai Bazõkov, né le 1er février 1890 à Tallinn, Estonie (alors territoire de l'Empire russe), mort le 8 mai 1942 à Ussolye, Oblast de Perm, Union soviétique, est un militaire estonien. Il joua un rôle important durant la Guerre d'indépendance estonienne.

## Biographie
Diplômé en 1910 de l'Académie militaire Chuguyev, il prend part à la Première Guerre mondiale. Diplômé de l'académie militaire Empereur Nicolas en 1917, Reek rejoint la même année les unités combattantes estoniennes, dont il est nommé chef d'état-major, poste qu'il occupe jusqu'à la dissolution de ces unités après guerre. Il contribue alors à la création de la Ligue de défense estonienne, prenant le commandement de la région de Tartu.
Pendant la Guerre d'indépendance estonienne, Reek commence par commander le 5e régiment sur le front de Viru. En janvier 1919, il prend le poste de chef d'état-major de la 1re division, puis en avril celui de la 3e division. Reek joua un rôle important dans la victoire des forces estoniennes face à la Baltische Landeswehr, force armée apparentée aux corps francs cherchant à établir dans la région la domination du Duché balte uni. En septembre 1919, il atteint le grade de colonel et devient chef d'état-major du front de Viru.
Après guerre, Reek occupe de manière fréquente les postes de chef d'état-major, de ministre estonien de la défense (d'abord entre 1927 et 1928 - succédant à Jaan Soots (en) et remplacé par Mihkel Juhkam (en) - puis entre 1939 et 1940, en remplacement de Paul Lill puis évincé par l'occupant soviétique), de commandant de la 2e division d'infanterie estonienne. En 1938, Reek est promu lieutenant général.
En 1941, les forces d'occupation soviétiques arrêtent Reek, il sera exécuté l'année suivante.

## Décorations
- Ordre de l'Étoile blanche d'Estonie de 1re classe, 1940
- Ordre de Lāčplēsis de 2e classe

## Source
- (en) Cet article est partiellement ou en totalité issu de l’article de Wikipédia en anglais intitulé « Nikolai Reek » (voir la liste des auteurs).